# Calanthe triplicata
Calanthe triplicata  es una especie de orquídea de hábito terrestre originaria  de Asia. 

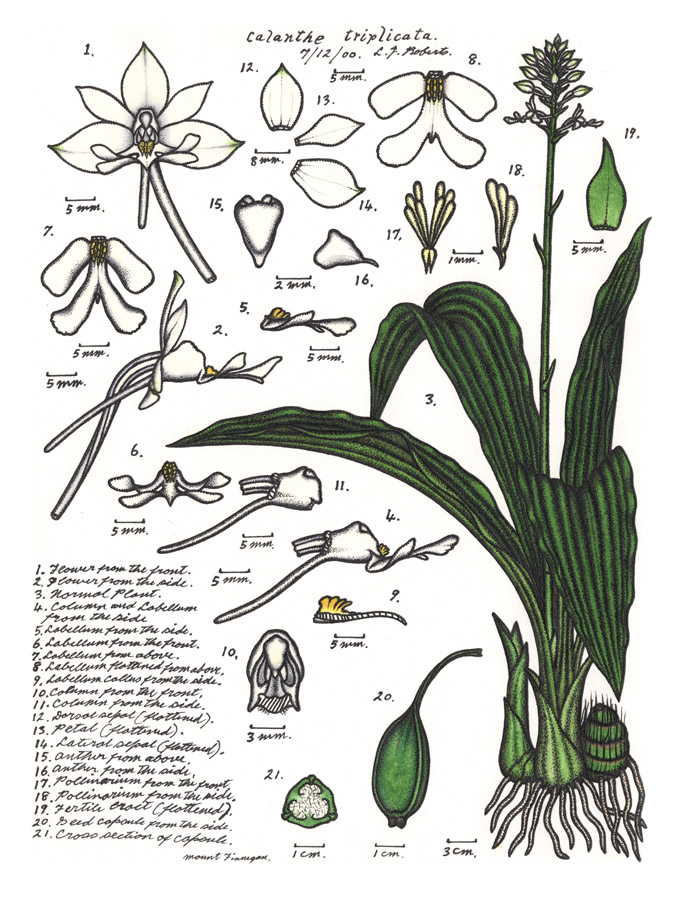
Calanthe triplicata por Lewis Roberts.

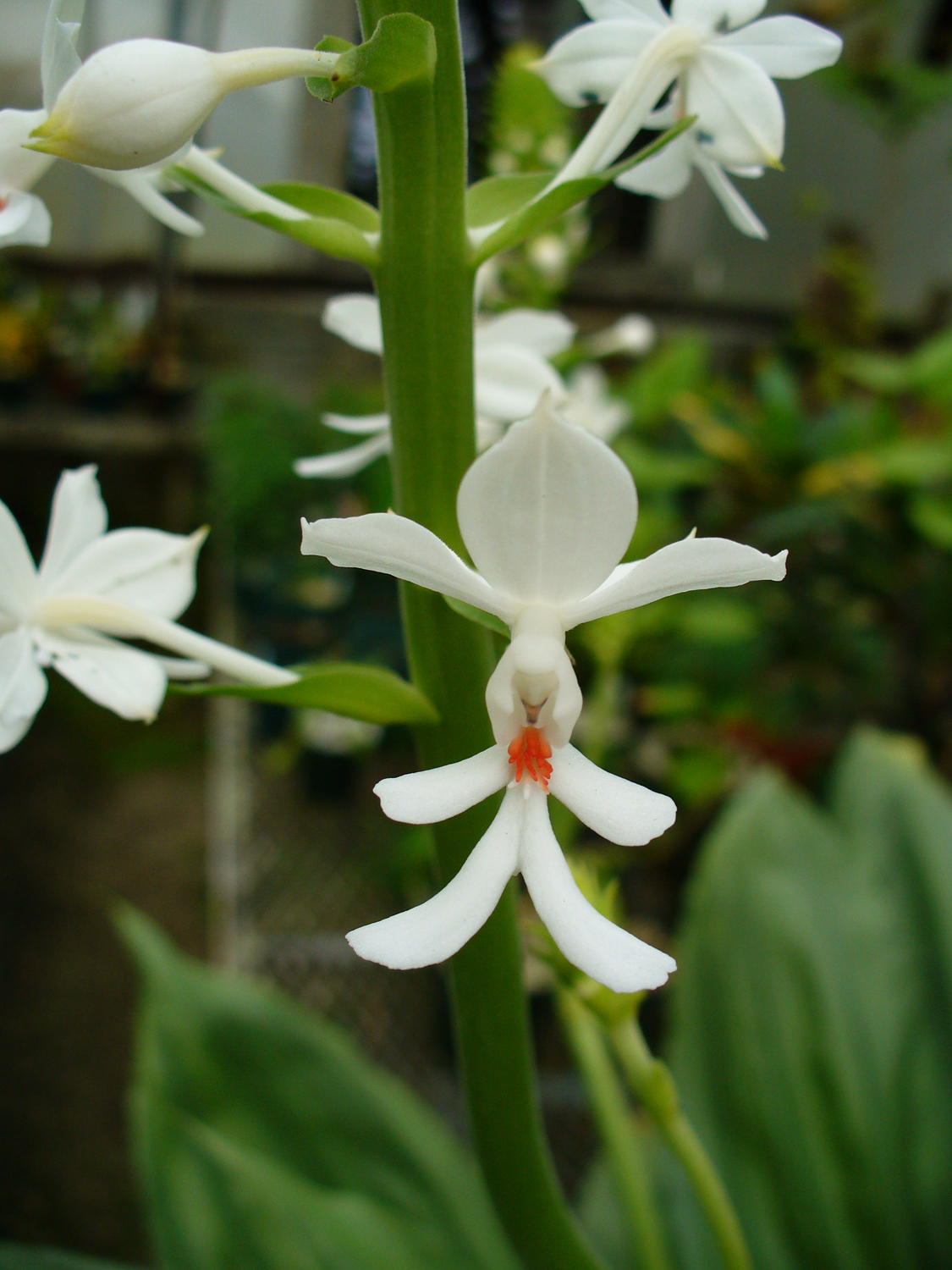
Vista de la planta en su hábitat

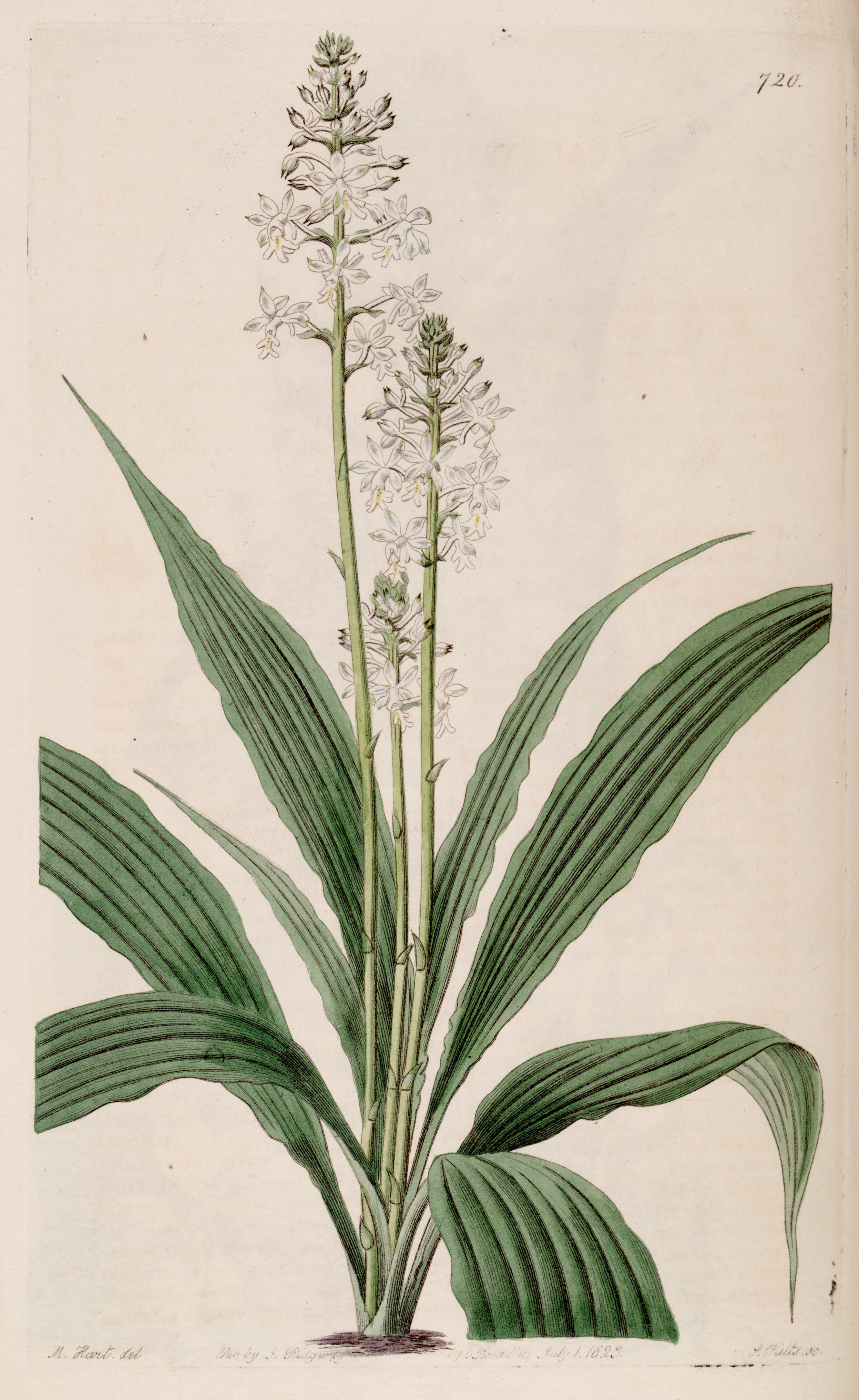
Ilustración

## Descripción
Es una orquídea de tamaño pequeño a mediano, con creciente hábito terrestre con  pseudobulbos ovoides que llevan de 3 a 6 hojas, ovada-lanceoladas, a elíptica-lanceoladas, plegadas, largo pecioladas. Florece en la primavera en una inflorescencia de  210 cm de largo, racemosa con flores que abren sucesivamente y aparecen el ápice y sobresalen de las hojas.

## Distribución y hábitat
Se encuentra en Asia y Australia en los bosques primarios húmedos en suelos kársticos con suelos ricos en humus, humedad y sombríos a una altitud de  500 a 1500 metros. 

## Taxonomía
Calanthe triplicata fue descrita por (Willemet) Ames y publicado en Philippine Journal of Science 2: 326. 1907.
Etimología
Ver: Calanthe.
triplicata epíteto latíno que significa "triplegada".
Sinonimia=
- Orchis triplicata Willemet (1796) (Basionym)
- Alismorkis angraeciflora (Rchb.f.) Kuntze (1891)
- Alismorkis diploxiphion (Hook.f.) Kuntze (1891)
- Alismorkis furcata (Bateman ex Lindl.) Kuntze (1891)
- Alismorkis gracillima (Lindl.) Kuntze (1891)
- Alismorkis veratrifolia (Willd.) Kuntze (1891)
- Amblyglottis veratrifolia (Willd.) Blume (1825)
- Bletia quadrifida Hook.f. (1890)
- Calanthe angraeciflora Rchb.f. (1876)
- Calanthe australasica D.L.Jones & M.A.Clem. (2006)
- Calanthe bracteosa Rchb.f. (1882)
- Calanthe brevicolumna Hayata (1911)
- Calanthe catilligera Rchb.f. (1857)
- Calanthe celebica Rolfe (1899)
- Calanthe comosa Rchb.f. (1846)
- Calanthe diploxiphion Hook.f. (1890)
- Calanthe furcata Bateman ex Lindl. (1838)
- Calanthe furcata f. albolineata K. Nakaj. (1969)
- Calanthe furcata f. albomarginata K. Nakaj. (1969)
- Calanthe furcata f. brevicolumna (Hayata) M. Hiroe (1971)
- Calanthe gracillima Lindl. (1855)
- Calanthe matsumurana Schltr. (1906)
- Calanthe millotae Ursch & Genoud ex Bosser (1966)
- Calanthe nephroglossa Schltr. (1911)
- Calanthe orthocentron Schltr. (1912)
- Calanthe perrottetii A. Rich. (1841)
- Calanthe proboscidea Rchb.f. (1884)
- Calanthe pubescens Ridl. (1923)
- Calanthe rubicallosa Masam. (1975)
- Calanthe veratrifolia (Willd.) R.Br. ex Ker Gawl. (1823)
- Limodorum ventricosum Steud. (1821)
- Limodorum veratrifolium Willd. (1805)[1][3][4]